# Cetatea Bistriței

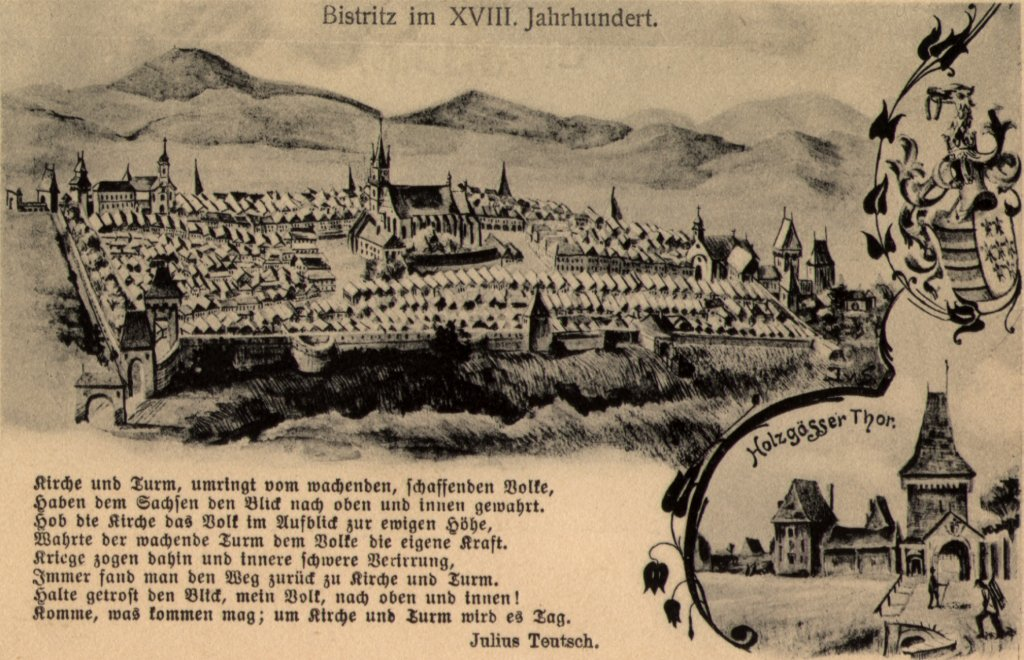
Cetatea Bistriței
(sec. XVIII)

Cetatea Bistriței datează din secolul XIII, fiind reclădită în perioada secolelor XV-XVI. 

## Istoric
Cetatea Bistriței a fost una din cele mai puternice fortificații din  Transilvania și a fost  pe tot parcursul istoriei sale unul dintre cele 7 burguri săsești din Ardeal (în getmană Siebenbürgen, "7 cetăți"), în jurul cărora s-a organizat și existența celorlalte comunități ale sașilor.
Prima cetate a orașului Bistrița (în germană Bistritz sau Nösen) a fost construită în sec. XIII pe dealul Cetății - în germană dealul ˝Burg˝ - la o alt. de 681 m, fapt pus în evidență de sondajele arheologice din anii 1967 (Șt. Dănilă, în "File de Istorie" nr. 2, 1972, pag. 70-77). Pe o podea a fost descoperită o monedă din vremea regelui Ștefan al V-lea al Ungariei (1272), o rară ocazie în care datarea descoperirilor arheologice a fost posibilă cu precizie.
În anul 1464 orașul fortificat avea 18 turnuri și mata aparate de meșteșugarii orașului grupați în bresle. Fiecare breaslă avea în grijă câte un turn de apărare. În această perioadă Bistrița devine unul din cele mai importante orașe din Transilvania alaturi de Brașov, Sighișoara și Sibiu.
Elementele de fortificație care au supraviețuit sunt clasate sub cod LMI BN-II-a-A-01479.

## Galerie de imagini

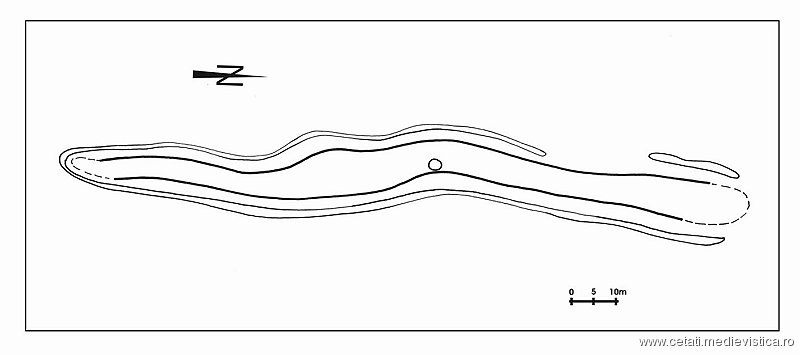
Cetatea Bistriței, de pe dealul Cetății, sec. XIII-XIV.
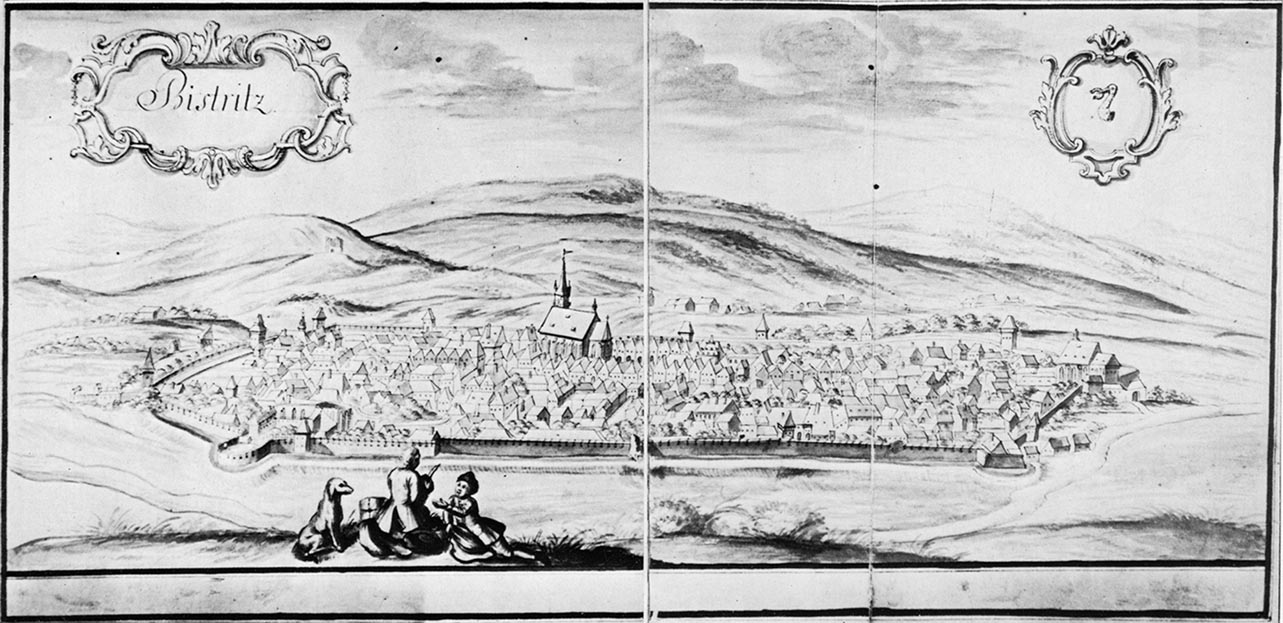
Cetatea Bistriței la 1735.
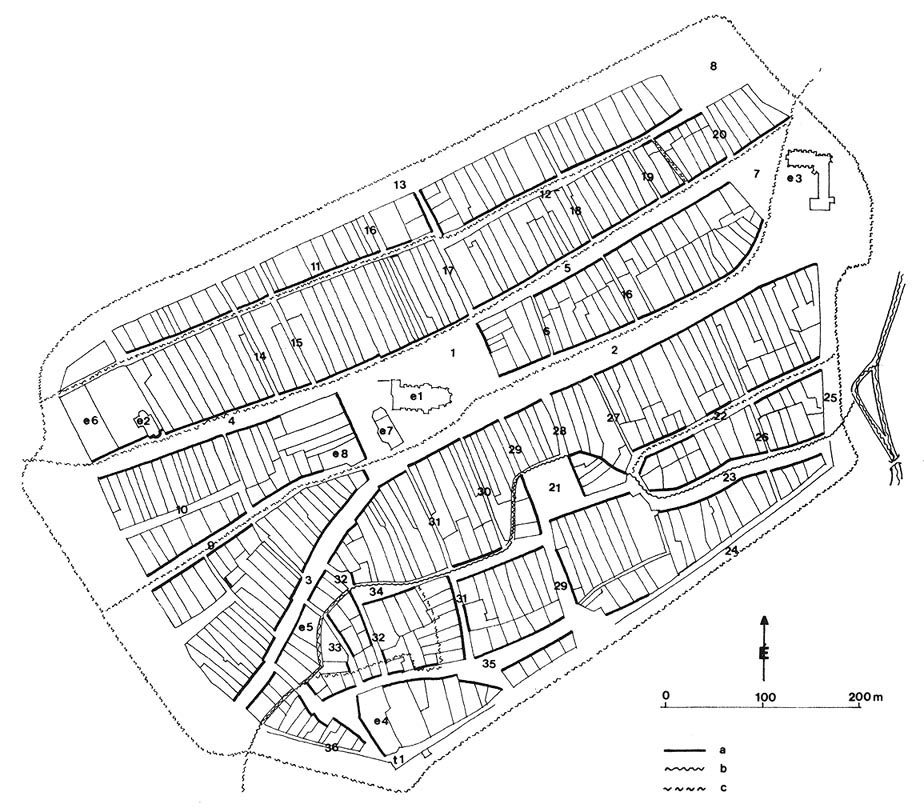
Cetatea Bistriței la 1880.
Cetatea Bistriței (Turnul Dogarilor)
Cetatea Bistriței (Turnul Dogarilor)
Cetatea Bistriței (Turnul Dogarilor)
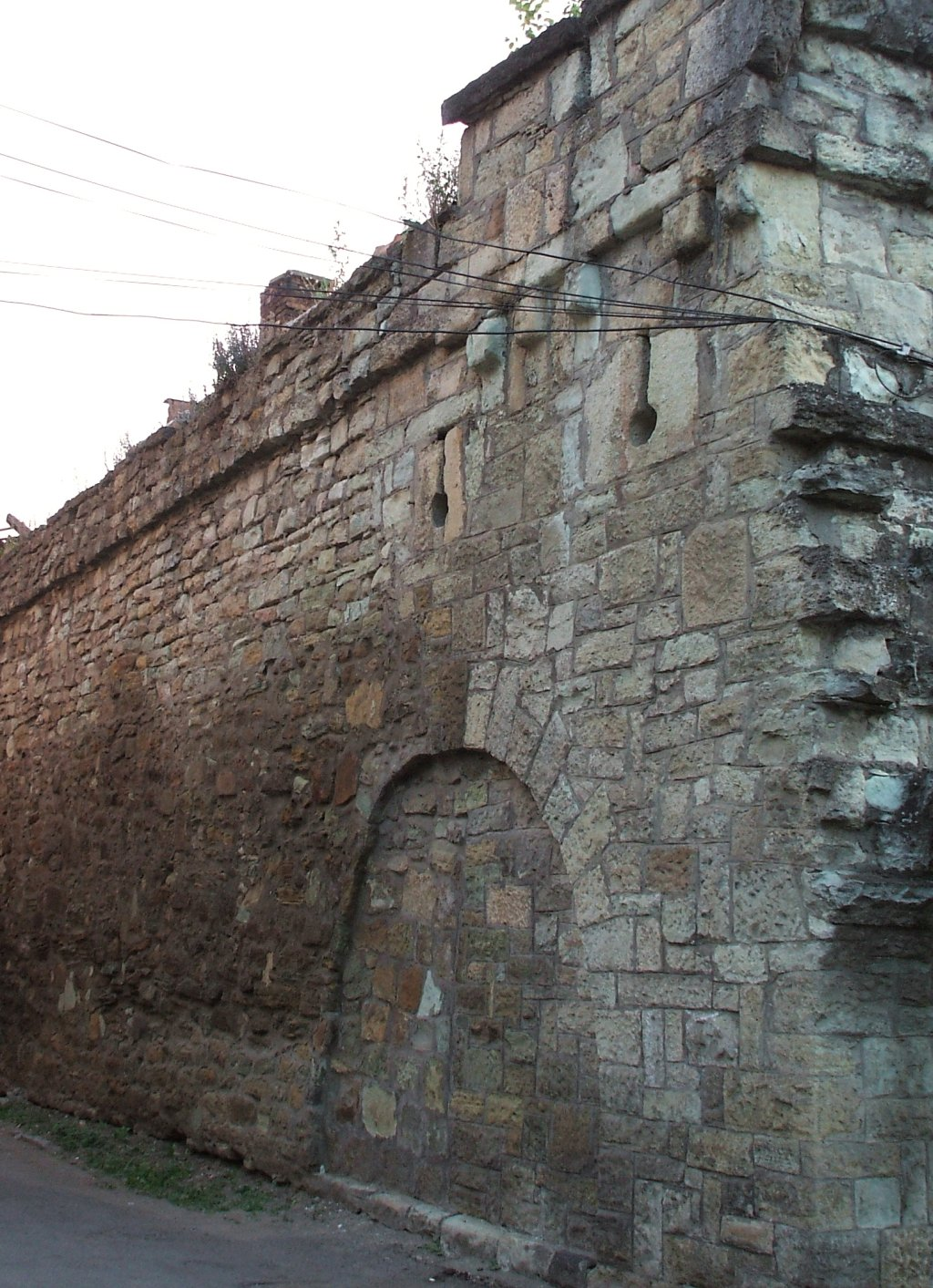
Cetatea Bistriței (Porțiune din zidul Cetății Bistrița)
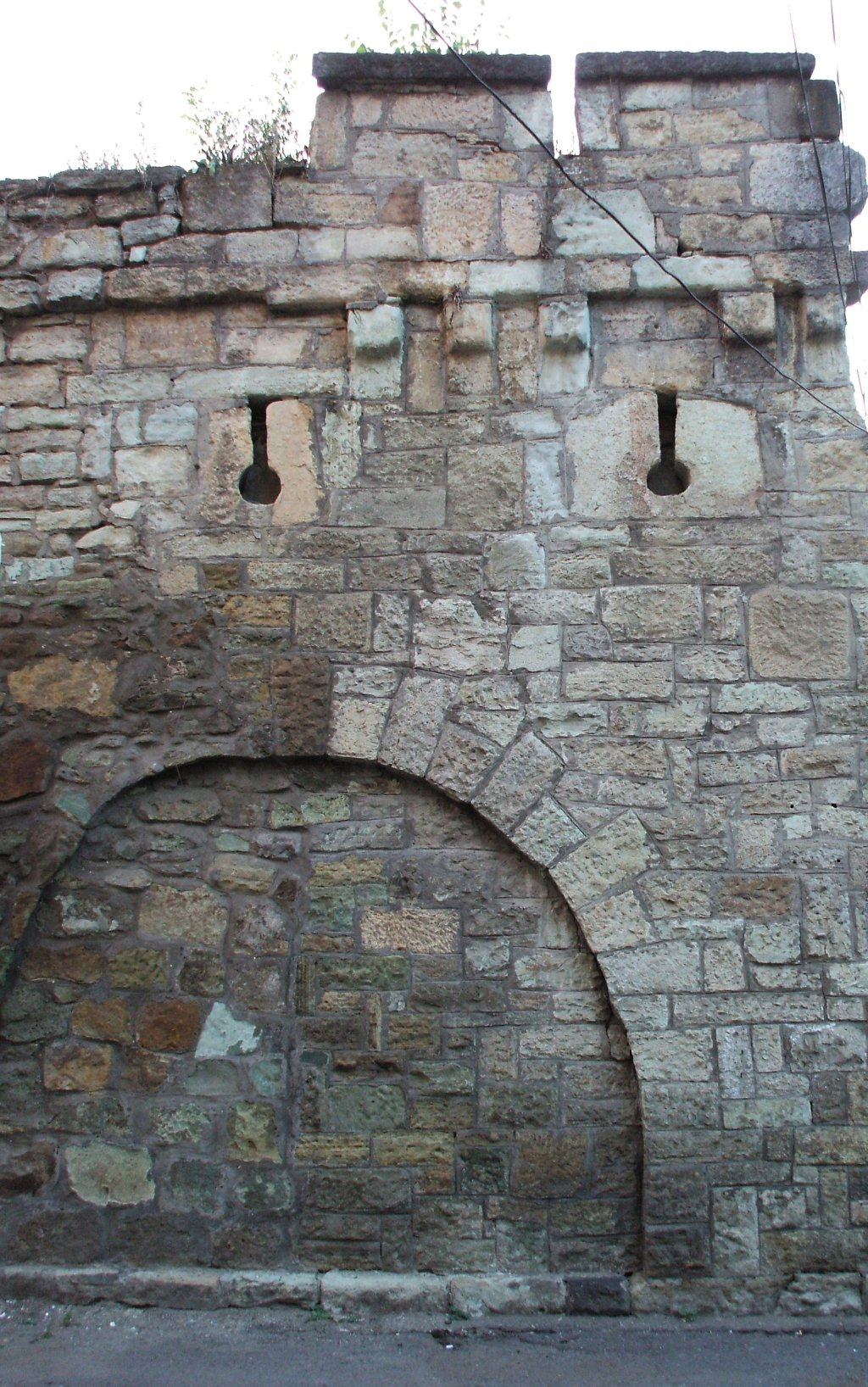
Cetatea Bistriței (Porțiune din zidul Cetății Bistrița)